# Alianza Nacional para la Reconstrucción
La Alianza Nacional para la Reconstrucción (en inglés: National Alliance for Reconstruction) abreviado como NAR, fue un partido político de Trinidad y Tobago fundado en 1986 como una fusión de varias fuerzas políticas de ideología variada, con el objetivo de representar a la totalidad de las razas presentes en el país. Tras vencer en las elecciones generales de ese mismo año, gobernó el país entre 1986 y 1991, con Arthur Robinson como primer ministro, encabezando el primer gobierno trinitense ajeno al Movimiento Nacional del Pueblo (PNM) desde la independencia. Obtuvo también la mayoría en la legislatura autónoma de Tobago, manteniéndola desde su fundación hasta 2001.
Durante el gobierno de la NAR, las políticas económicas neoliberales que este llevó a cabo, junto a una intentona golpista en julio de 1990, condujeron a un desastre económico, político, y social, que se tradujo en una aplastante derrota electoral en 1991, tras lo cual el PNM volvió al poder y una escisión de la NAR, el Congreso Nacional Unido (UNC), lo reemplazó como principal alternativa al partido gobernante, perdiendo la NAR casi toda su relevancia nacional y limitando su accionar a la isla de Tobago. Formó parte de un gobierno de coalición con la UNC tras las elecciones generales de 1995, lo que permitió que Robinson fuese elegido presidente de la República. En 2001 perdió toda su representación parlamentaria cuando el PNM obtuvo los dos escaños por Tobago y finalmente, ese mismo año, resultó derrotado estrechamente en las elecciones para la legislatura autónoma. En las siguientes elecciones tobaganas, de 2005, recibió tan solo 113 votos ante el consolidado bipartidismo entre el PNM y el UNC, cayendo en una completa irrelevencia política y disolviéndose de facto.